# Хангри Хаус (Монтана)
Хангри Хаус (енгл. Hungry Horse) насељено је место без административног статуса у америчкој савезној држави Монтана.

## Демографија
По попису из 2010. године број становника је 826, што је 108 (-11,6%) становника мање него 2000. године.
| Група             | 2000.       | 2010.       |
| Белци             | 880 (94,2%) | 767 (92,9%) |
| Афроамериканци    | 0 (0,0%)    | 0 (0,0%)    |
| Азијати           | 1 (0,1%)    | 6 (0,7%)    |
| Хиспаноамериканци | 16 (1,7%)   | 12 (1,5%)   |
| Укупно            | 934         | 826         |